# Ostromgépek

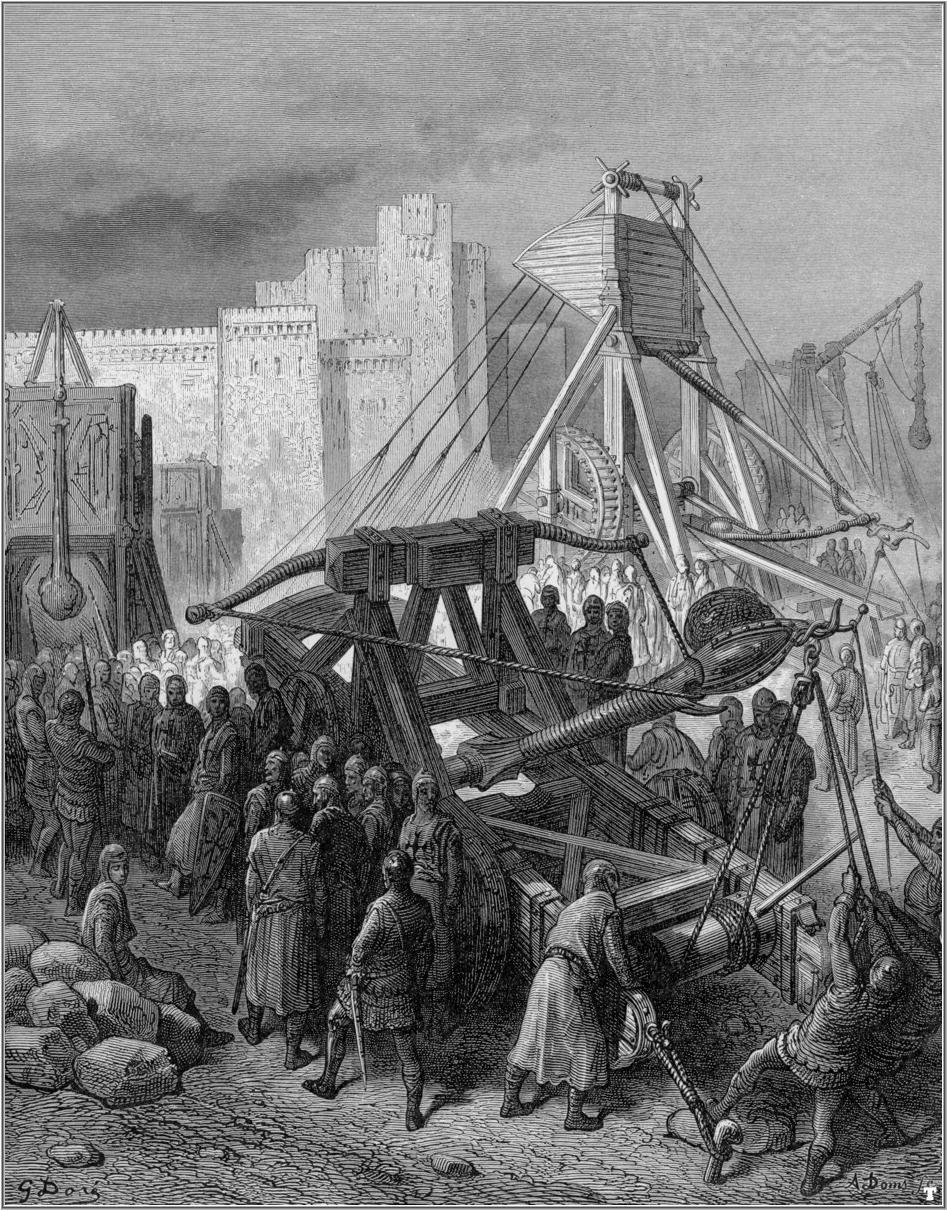
Gustave Doré: Keresztesek ostromgépe

Az ostromgép az ágyúk megjelenése előtti, várostromokhoz használt fegyverek gyűjtőneve. Egyes gépeket már az ókorban is ismertek, míg mások a középkor találmányai. A 15. század első felében az összes ostromgépet felszámolták, kivéve egyet: a torbocsil még 100 évig jó szolgálatot nyújtott az ostromlóknak.

## Fajtái

### Faltörő kos
Ez a fajta ostromgép elődje egy hosszú gerenda volt, végén megerősített vassal. A katonák egyszerűen megfogták a gerendát, és azzal megpróbálták betörni a város vagy vár kapuját. A középkorban ezt a gerendát egy lengő állványra helyezték, majd kerekeken odagurították a várhoz, aztán ha a katonák nagy erővel meglökték, a gerenda előre lendült, betörve a várkaput. 

### Ostromtorony
Ezt a szerkezetet szintén az ókorban találták fel. Lényegében nem más, min egy fából épített torony, melyet kerekeken odatolnak a várfalhoz. Az ostromtorony tetejébe a katonák létrákon másztak fel. Az ágyúk megjelenése után elavultnak számított, ugyanis a tűzfegyverből kilőtt lövedék egy lövéssel megsemmisítette a tornyot.

### Torbocsil (ellensúlyos kőhajítógép)

A torbocsil működési elve

A torbocsil (franciául trebuchet) egyszerűbb, hétköznapiasabb neve ellensúlyos kőhajítógép. A fegyver egy hajítókarból áll, amit két oldalról állvány fog közre, úgy, hogy a hajítókar át tudjon pördülni. A kar 1/5 arányban van az állványra helyezve, a kisebbik végére hatalmas ellensúlyt, nagyobbik végére parittyát helyeznek, benne a lövedékkel. Amikor a gépet „felhúzzák”, akkor a kar parittyával felszerelt oldalát a földig lehúzzák, a parittya pedig beakad az elsütőszerkezetbe. A lövedéket betöltik, majd az elsütőpöcköt kirántva a hatalmas ellensúly lerántja a hajítókar rövidebb oldalát, a kar hosszabb oldala a levegőbe emelkedik, a parittya egyik szára pedig leesik a gerenda végére rögzített hatalmas szögről. A lövedék nagy sebességgel elhagyja a parittyát, megtörténik a lövés. 
A torbocsilt már az ókorban is használták, annyi különbséggel, hogy az ellensúly helyett kötelek lógtak le a kar rövidebbik oldaláról. Ezeket a köteleket általában 15 katona lehúzta, így adva energiát a gépnek.
Az ellensúlyos változatokat egészen a 15. század végéig használták, majd a 16. században végleg kiszorították az ágyúk. 
A lövedék legtöbbször több tíz kilogrammos kődarab volt, de sokszor alkalmaztak gyújtólövedékeket is, vagyis égő szalmabálát vagy hasonló gyúlékony anyagokat. Több korabeli rajz mutatja, hogy a gép parittyájába nem egyszer beteg állatokat, pestisben szenvedő embereket helyeztek el, annak reményében, hogy a vírust a védők is elkapják.
Egy nagyobb méretű torbocsil akár 135 kilogrammos köveket. 360 méterre is el tudott lőni.
Mátyás királyról tudjuk, hogy kedvelte a torbocsilokat, és szívesebben alkalmazott hajítógépeket ostromoknál, mint bombardákat (korai ágyúkat).

### Balliszta
Ezt az ókori római szerkezetet úgy kell elképzelni, mint egy hatalmas, állványra szerelt számszeríjat, annyi különbséggel, hogy a rugalmas karok helyett két botdarab helyezkedett el szorosan összecsavart kötelekben. A két bot végét összekötötték egymással egy húrral. Ha ezt a húrt hátrahúzták, az összesodort kötelek megfeszültek. A húrt ráhúzták az elsütőszerkezetre, majd elétették a lövedéket, általában lángoló dárdát. Amikor kilőtték, a dárda vagy belefúródott egy, a várfalon álló védőbe, vagy egy, a falakon belüli ház tetejébe. Mivel ekkoriban a házak teteje főleg szalmából készült, a dárda könnyedén felgyújthatta azt. A balliszta kis módosításokkal pár kilogrammos köveket is ki tudott lőni.

### Onager
Az onager is egy római gép, a hajítókar összetekert kötelekbe illeszkedett. Amikor a kart hátrahúzták, a kötelek megfeszültek. A hajítókar végén vagy parittya vagy egy hatalmas kanál helyezkedett el, amibe belehelyezték a lövedéket, általában kőgolyót.

### Katapeltész vagy catapulta
A katapeltész egyszerűbb neve állványos íj. Felépítése roppant egyszerű: egy hatalmas íjat vízszintesbe állítanak, aljára egy deszkát erősítenek, melyben kivésnek egy vezetőpályát a lövedéknek. A deszkát állványra szerelik, hogy pontosabban lehessen vele a célozni. További működése megegyezik a ballisztával: a húrt hátrahúzzák egy csörlővel, majd az beleesik az elsütőszerkezetbe. A húr elé nyilat, nagyobb típusoknál dárdát raknak. A katapeltészt a várfalon felsorakozó védősereg felé irányítják, majd meghúzzák az elsütőbillentyűt. A gépnek görög neve katapeltész, míg római megfelelője catapulta. A szó magyarra fordított változata pajzsátfúró, pajzson áthaladó. A névből arra tudunk következtetni, hogy a gép lövedékei ellen nem védték meg pajzsok a katonákat.
A katapeltészt a görögök találták fel a Krisztus előtti 4. században. Első tömeges alkalmazásuk Szúrakaszai ostroma volt Kr. e. 211-ben, amikor a rómaiak megpróbálták elfoglalni a görög várost. Itt vette át a római hadsereg a gép alkalmazását, elnevezték catapultának, de később a balliszta kiszorította a harctérről.
A dárdát nem ritkán szurokba, majd tűzbe mártották.

A görögök ebből a gépből fejlesztették ki az egyik legerősebb ostromgépet, a ballisztát, ami sokkal nagyobb energiát tudott adni a lövedéknek, mint a katapeltész. A római hadsereg ezt a szerkezetet is átvette.

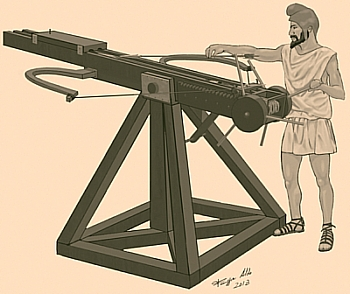
A katapeltész

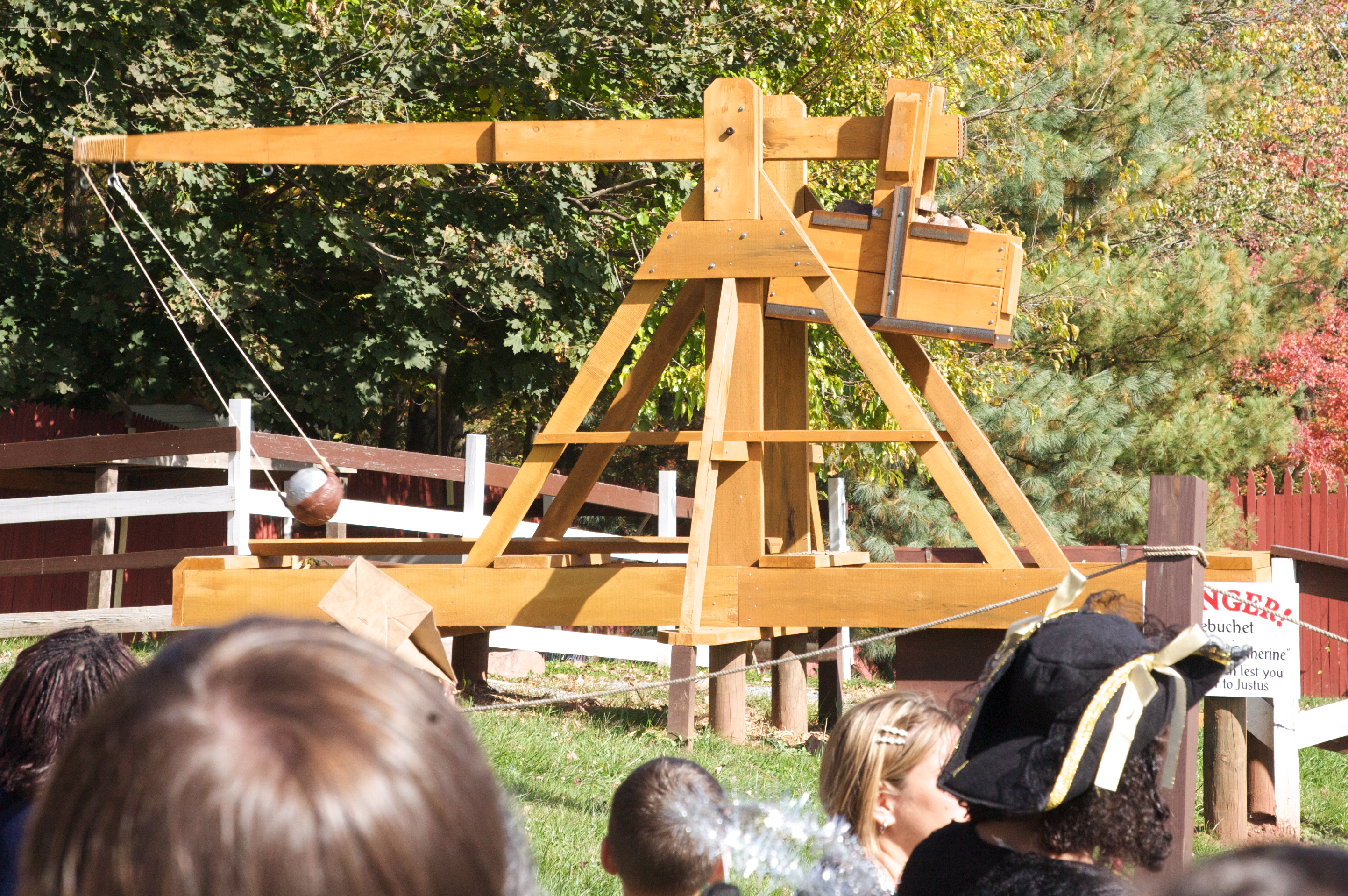
Torbocsil a lövés első szakaszában
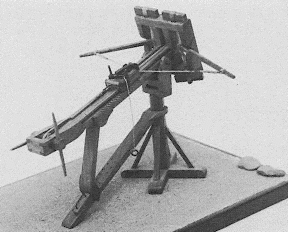
A római ballista
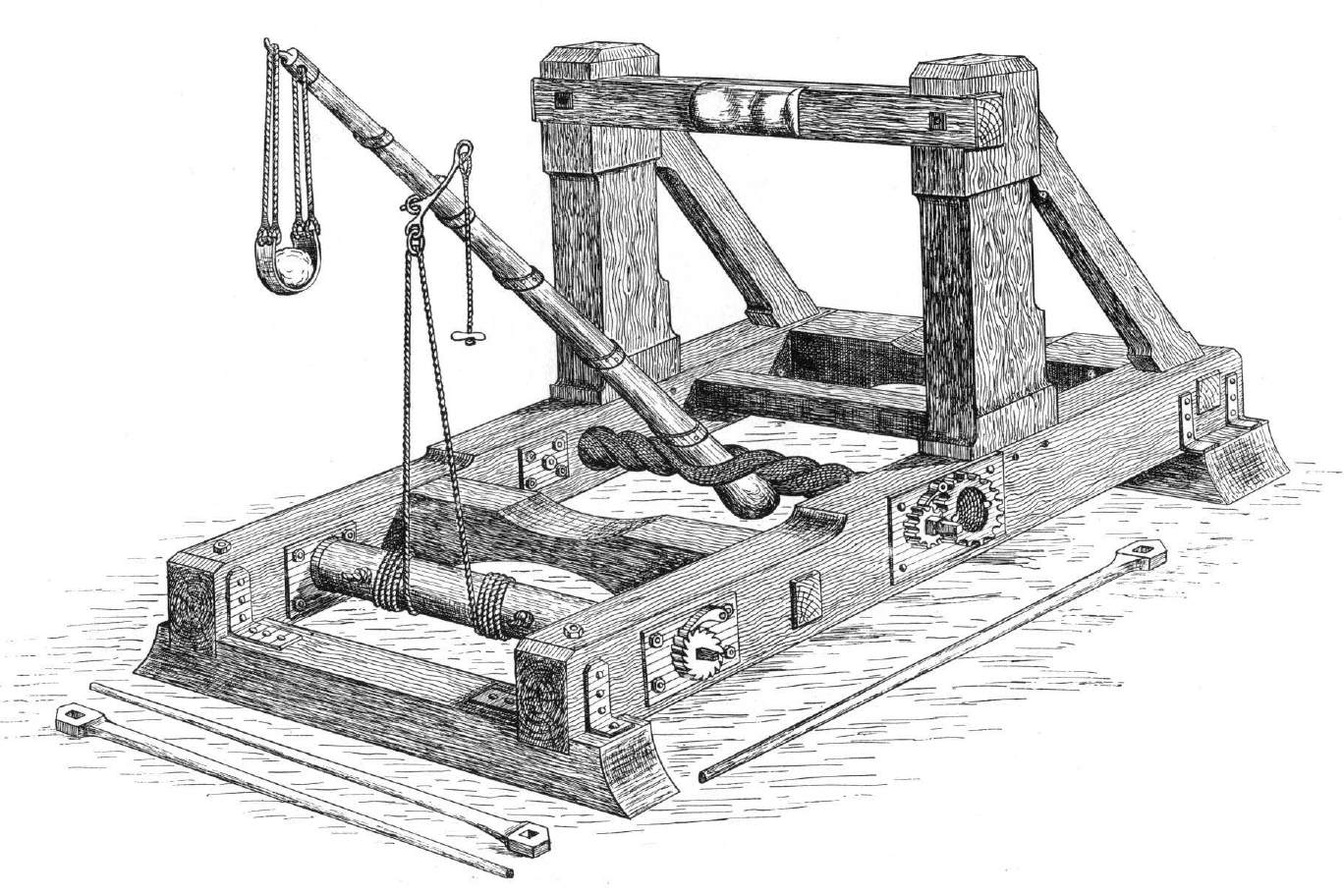
Római onager